# بيل كيث (موسيقي)
بيل كيث (بالإنجليزية: Bill Keith)‏ هو موسيقي أمريكي، ولد في 20 ديسمبر 1939 في بوسطن في الولايات المتحدة، وتوفي في 23 أكتوبر 2015 في وودستوك ‏ في الولايات المتحدة بسبب سرطان.

## وصلات خارجية
- بيل كيث على موقع IMDb (الإنجليزية)
- بيل كيث على موقع ميوزك برينز (الإنجليزية)
- بيل كيث على موقع أول ميوزيك (الإنجليزية)
- بيل كيث على موقع ديسكوغز (الإنجليزية)